# Thelocactus setispinus
Thelocactus setispinus là một loài thực vật có hoa trong họ Cactaceae. Loài này được (Engelm.) E.F. Anderson miêu tả khoa học đầu tiên năm 1987.

## Hình ảnh

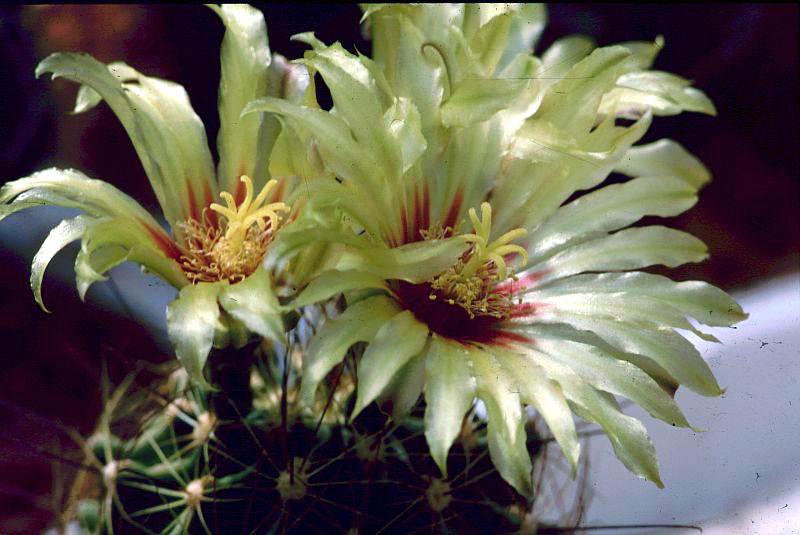
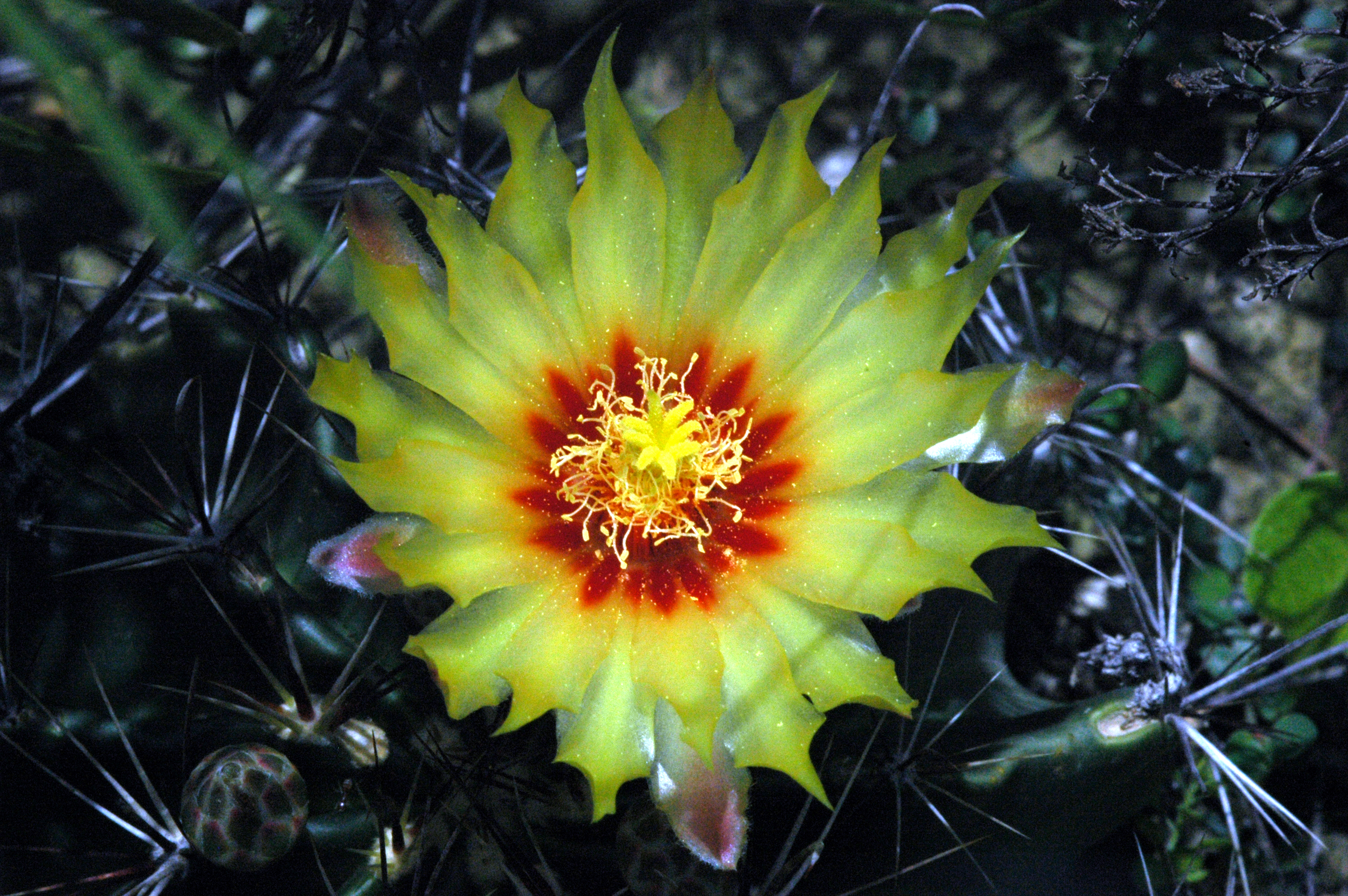
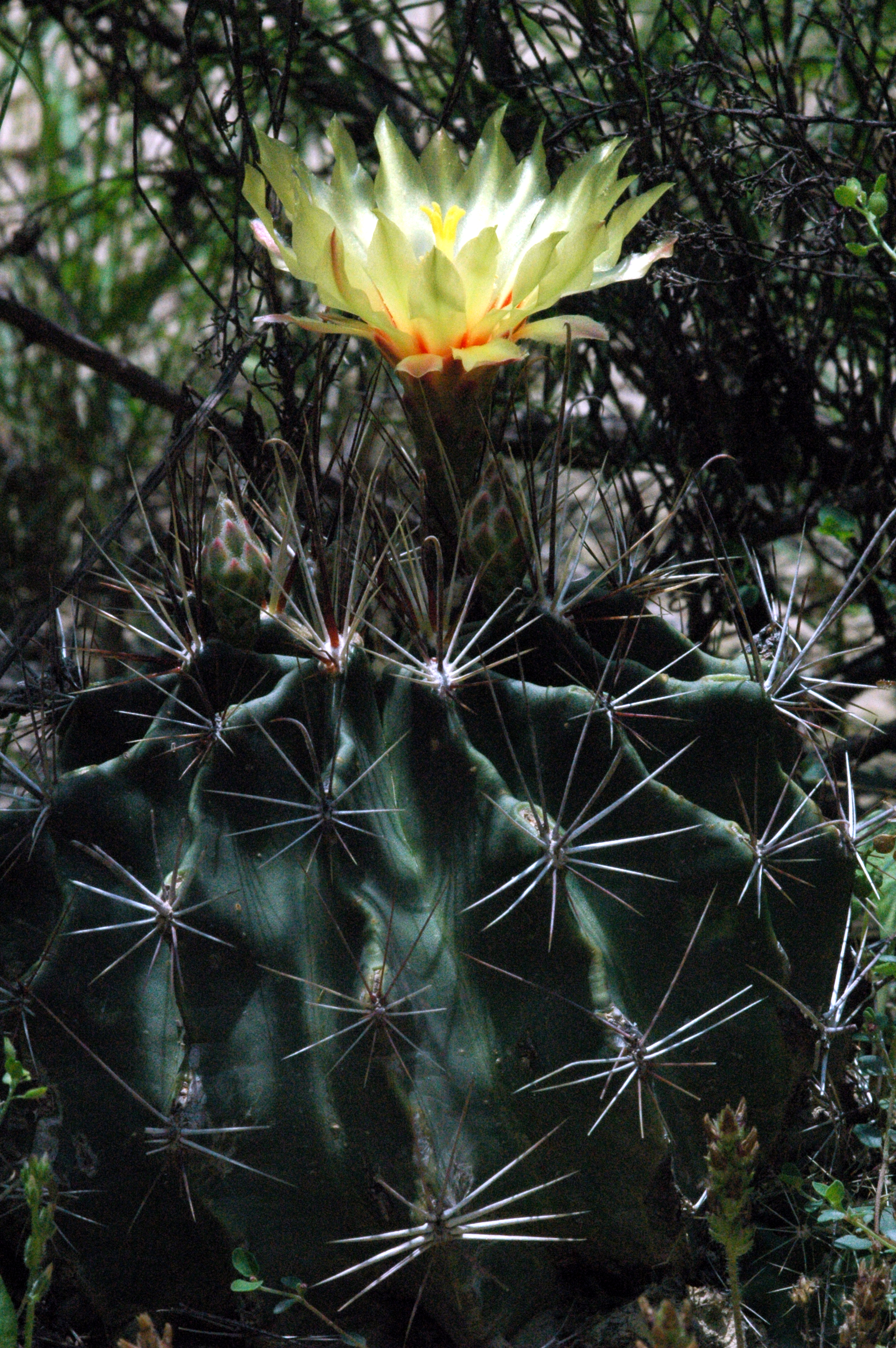
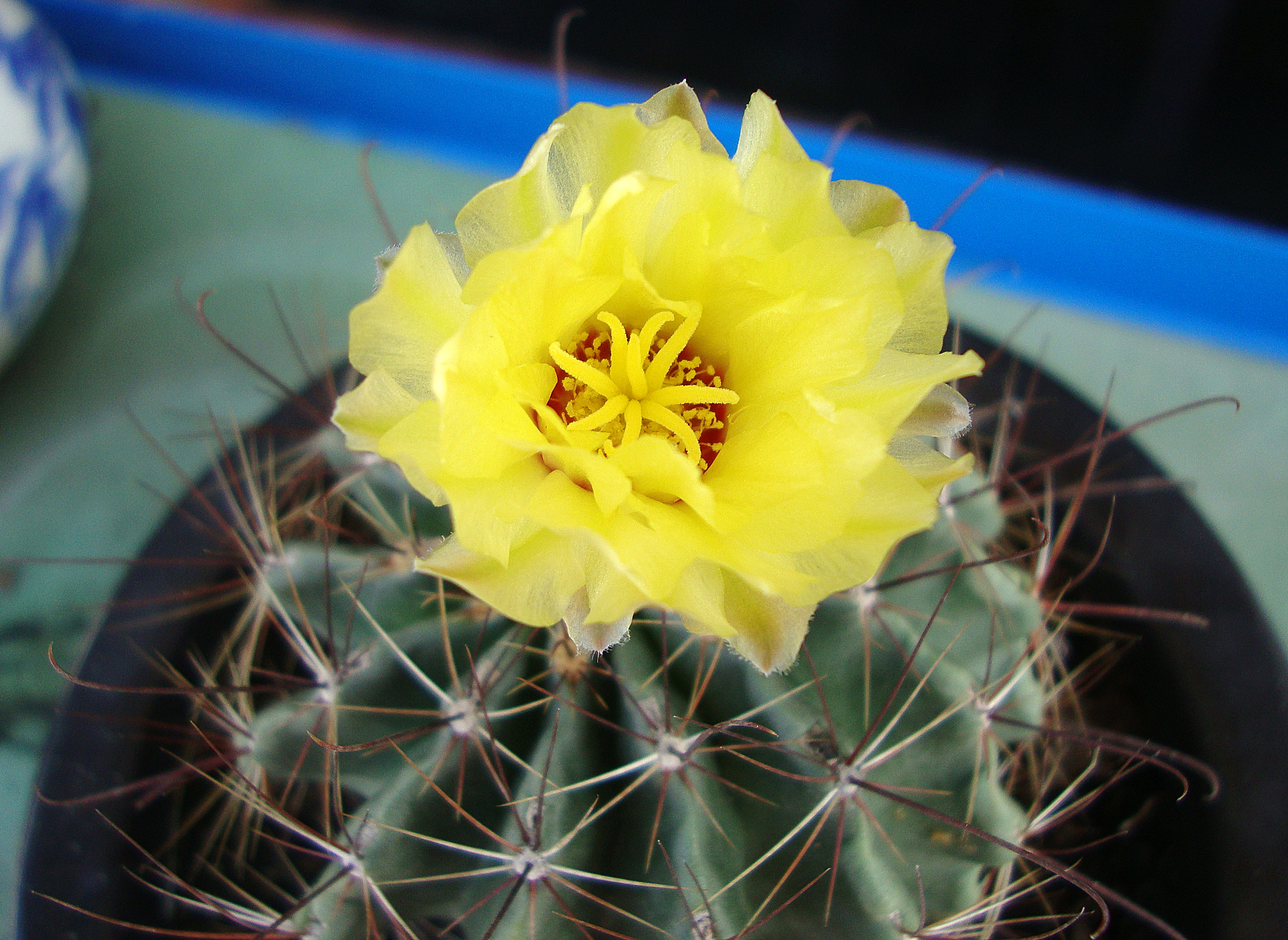